# Mihael Sopoćko
Blaženi Mihael Sopoćko (Nowosady, Bjelorusija, 1. studenog 1888., Białystok, Poljska 15. veljače 1975.) - poljski rimokatolički svećenik, blaženik, profesor pastoralne teologije na Sveučilištu u Vilniusu, najpoznatiji kao ispovjednik sv. Faustine Kowalske. Založio se za utemeljenje ženske redovničke zajednice Sestre Milosrdnog Isusa. Mnogo je pridonio širenju štovanja Božjega milosrđa.
Rođen je u selu Nowosady, tada u Ruskom Carstvu, a danas u Bjelorusiji od poljskih roditelja. U sjemenište je stupio 1910. godine, a za svećenika je zaređen 1914. godine. Tijekom Prvog svjetskoga rata radio je kao vojni kapelan, 1926. stekao je titulu doktora teologije i postao ispovjednik u sjemeništu u Vilniusu. 1928. postao je profesor pastoralne teologije.
Ispovjednik sv. Faustine Kowalske postao je 1933. godine. Po vizijama sv. Faustine, koje je dobila od Isusa i njegovom naputku, slikar Eugeniusz Kazimirowski, njegov kolega sa sveučilišta, naslikao je prvu sliku Božjeg milosrđa, za koju je prvi dobio dopuštenje, da se javno izloži, što se dogodilo prvi puta u Vilniusu, dok je tamo služio svetu misu. Godine 1935. objavio je kroz propovijedi mistična iskustva sv. Faustine, a 1936. o njima i brošuru. Tijekom Drugog svjetskog rata skrivao se od progona u samostanu u litvanskom selu Juodšiliai. Surađivao je sa sv. Faustinom u osnivanju ženske redovničke zajednice Sestre Milosrdnog Isusa (1942.), koja je utemeljena njegovim nastojanjima, nakon smrti sv. Faustine. Za prvu zajednicu sestara napisao je formacijski list, a kasnije uredio Konstitucije, prema mišljenjima i idejama sv. Faustine.
1959. godine bilo je privremeno zabranjeno štovanje Božjeg milosrđa od strane Svete Stolice (kako je predvidjela sveta Faustina u svom Dnevniku, koji je pisala po nalogu Mihaela Sopoćkoga), ali 1978. godine, nakon procesa, kojega je vodio tadašnji krakovski nadbiskup Karol Wojtyla, kasnije papa Ivan Pavao II., opet je dopušteno.
Mihael Sopoćko započeo je brigu oko priznavanja slike i širenja štovanja blagdana Božjega milosrđa nedjelju po Uskrsu, do posljednjih dana svoga života, ne dočekavši plodove svojega rada, što se ostvarilo nakon njegove smrti.
Sopoćko je radio kao profesor pastoralne teologije do 1962. godine. Umro je u Białystoku u Poljskoj 1975. godine i pokopan je u Svetištu Božanskog milosrđa u Białystoku. 
Papa Benedikt XVI. proglasio ga je blaženim 28. rujna 2008. godine u Białystoku, a njegov se spomendan slavi 15. veljače.